# Renzo Restani
Renzo Restani (Genova, 3 dicembre 1928 – Genova, 27 dicembre 2002) è stato un fumettista e pittore italiano.

## Biografia
Studiò pittura all'Accademia Ligustica di Belle Arti di Genova dal 1948 al 1954 ottenendo il premio di pittura per l'anno 1951/52 del Lascito Giovanni Scanzi, e l'attestato di affreschista rilasciato dal I.N.A.P.L.I. nel 1952. Nel 1952 pubblicò le sue prime caricature sul giornale sportivo Genoa-Sampdoria. Dal 1952 al 1958 crea reclame pubblicitarie (spesso delle vere e proprie grandi opere scenografiche) per i cinema-teatri cittadini: Augustus, Nuovo Verdi, Politeama Sampierdarenese, Cristallo, Splendor e Modena di Sampierdarena, Vittoria di Setri Ponente ed altri. In quegli anni è anche animatore di cartoni animati per l'Elettra Film di Genova.
Nel 1958 iniziò a disegnare fumetti su Tre Stelle, collaborò con Lo Scolaro ed. AGIS di Iro Stringa, realizzando le storie di Europino, Pancetta, Sognino, le biografie di Albert Schweitzer, Vittorio Bottego, Buffalo Bill, Racconti biblici, vita di Gesù e leggende cristiane, tavole varie a mezza tinta acquerello, guazzo e tempera dal 1960 al 1965.
Nel 1961 disegna lo speciale per ragazzi del Corriere Mercantile.
Dal 1960 per oltre trent'anni fino al 1990 lavora per la Casa Editrice Universo di Milano, su Albo dell'Intrepido, Intrepido, Il Monello, Blitz, realizzando serie western (Cuori selvaggi, Racconti della frontiera), di fantascienza (Al di là della realtà), poliziesche, sui paninari e sportive.
Crea personaggi come Dave Devil insieme a Luigi Grecchi nel 1962, Baby Bang testi di Luigi Grecchi nel 1976, Moses 36/36 testi di A. Musso, Yal Brunn oltre a numerosissimi inserti di avventura, romanzi moderni e in costume di varie epoche.
Crea anche la pubblicità Saratoga per la Bernucci Sforza, pubblicata tra le altre su Tuttosport, La Gazzetta dello Sport e Il Corriere dello Sport
Partecipò a Le tre giornate del fumetto negli anni 1971/72 alla Fiera del Mare di Genova e a Mostre dell'immaginario.
Partecipò al concorso Caffarel Gianduia nel 1988, Tiramolla, Fratelli Vallardi Editori.
Numerose le sue illustrazioni su libri come: I racconti del Naturalista, ed. ERI della RAI 1961, per le Edizioni Paoline ed anche grafica e illustrazioni su volumi religiosi ed. OCD, ed. Teresiane.
Insegnò fumetto avventura e prospettiva presso la scuola organizzata dalla CEE. ENDFORM LIGURIA.
Nel 1996 per i Santuari di Arenzano e Praga realizzò Il piccolo re storia a fumetti di Gesù Bambino di Praga.

## Riconoscimenti
- Targa d'Oro Fumettamicizia 79, Coppa Premio Jacopone da Todi per illustrazioni in bianco e nero sullo Stabat Mater di J. da Todi.

## Galleria d'immagini

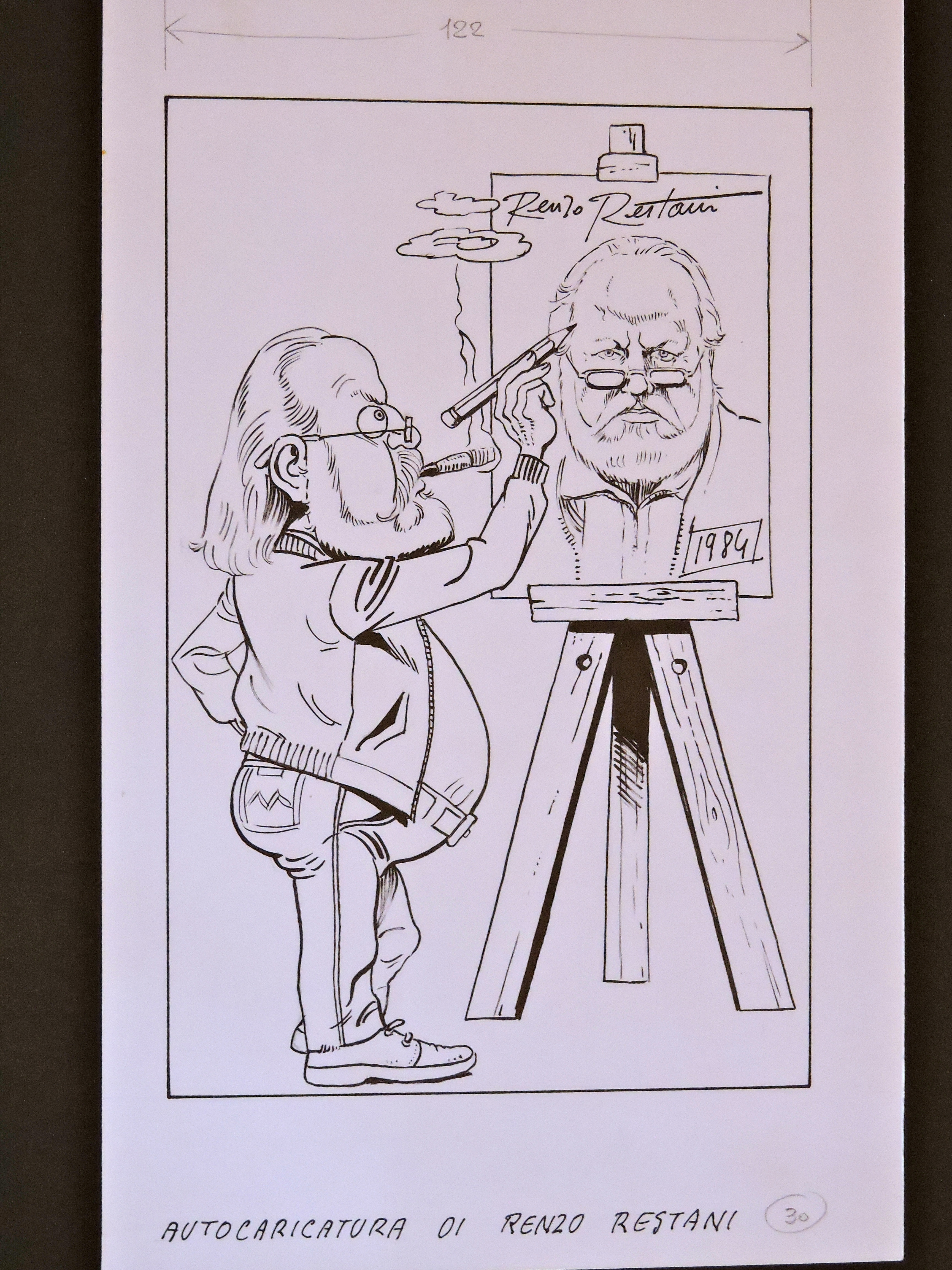
Autocaricatura
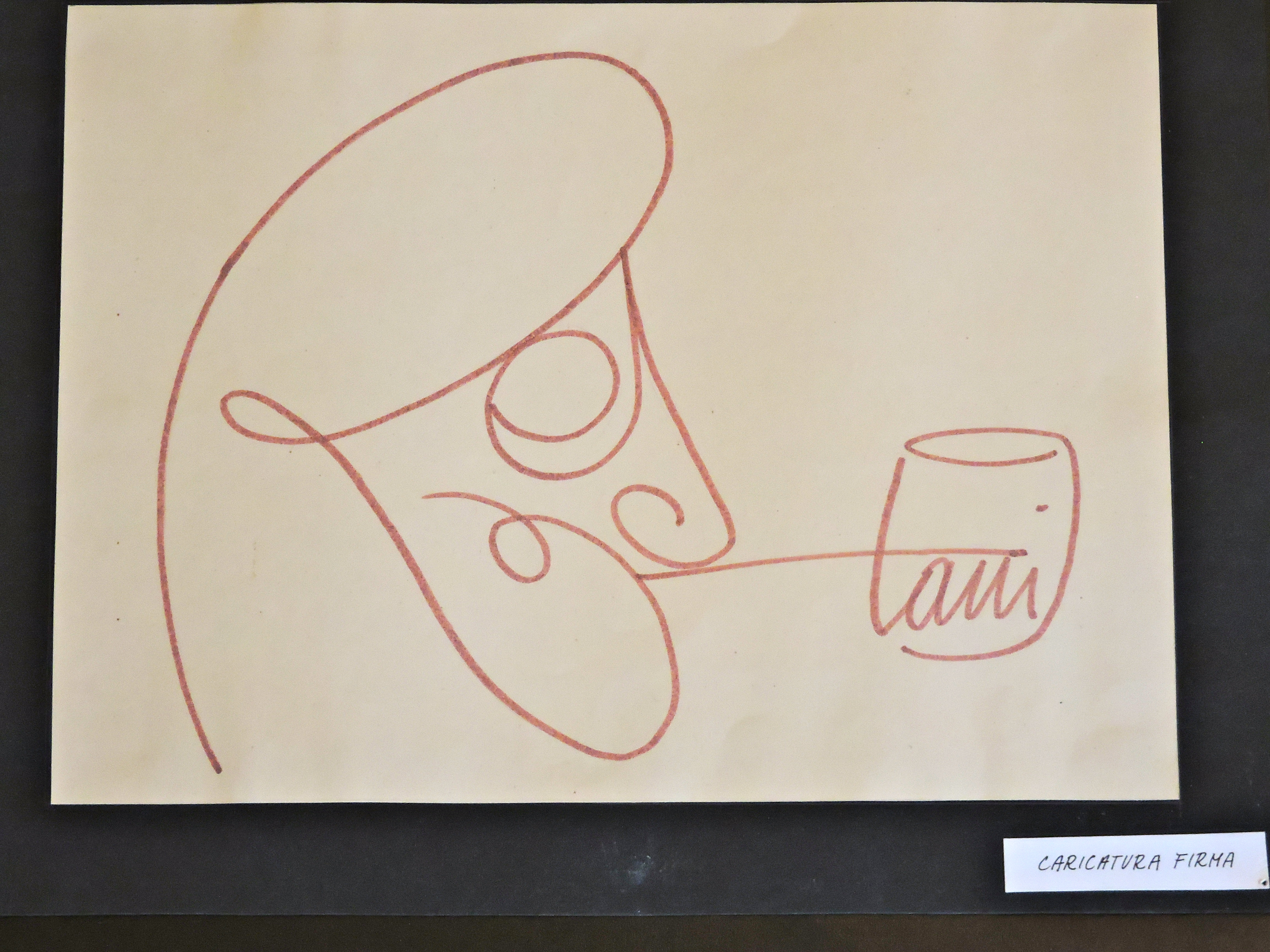
Caricatura-firma
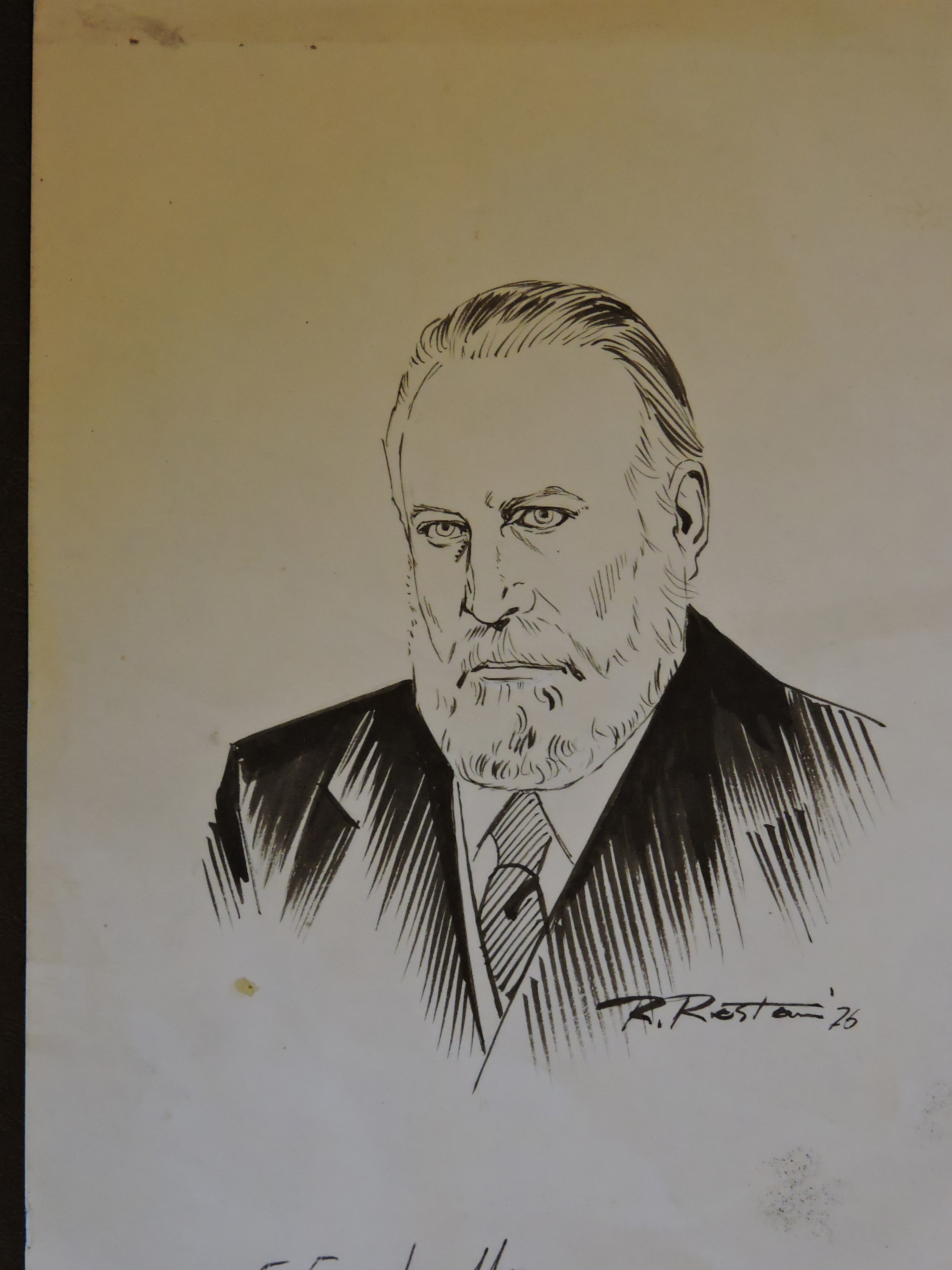
Autoritratto
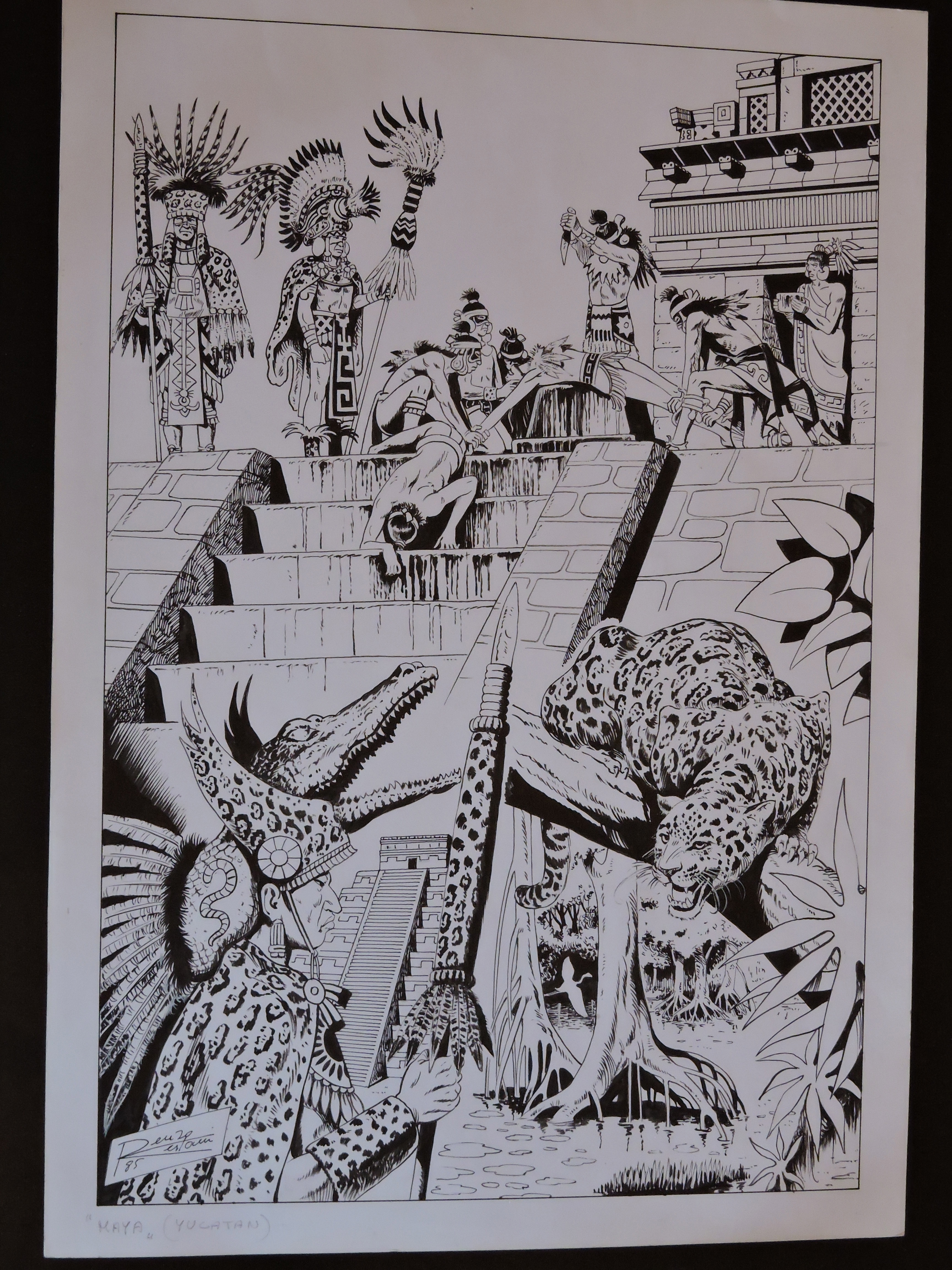
Maya Yucatan
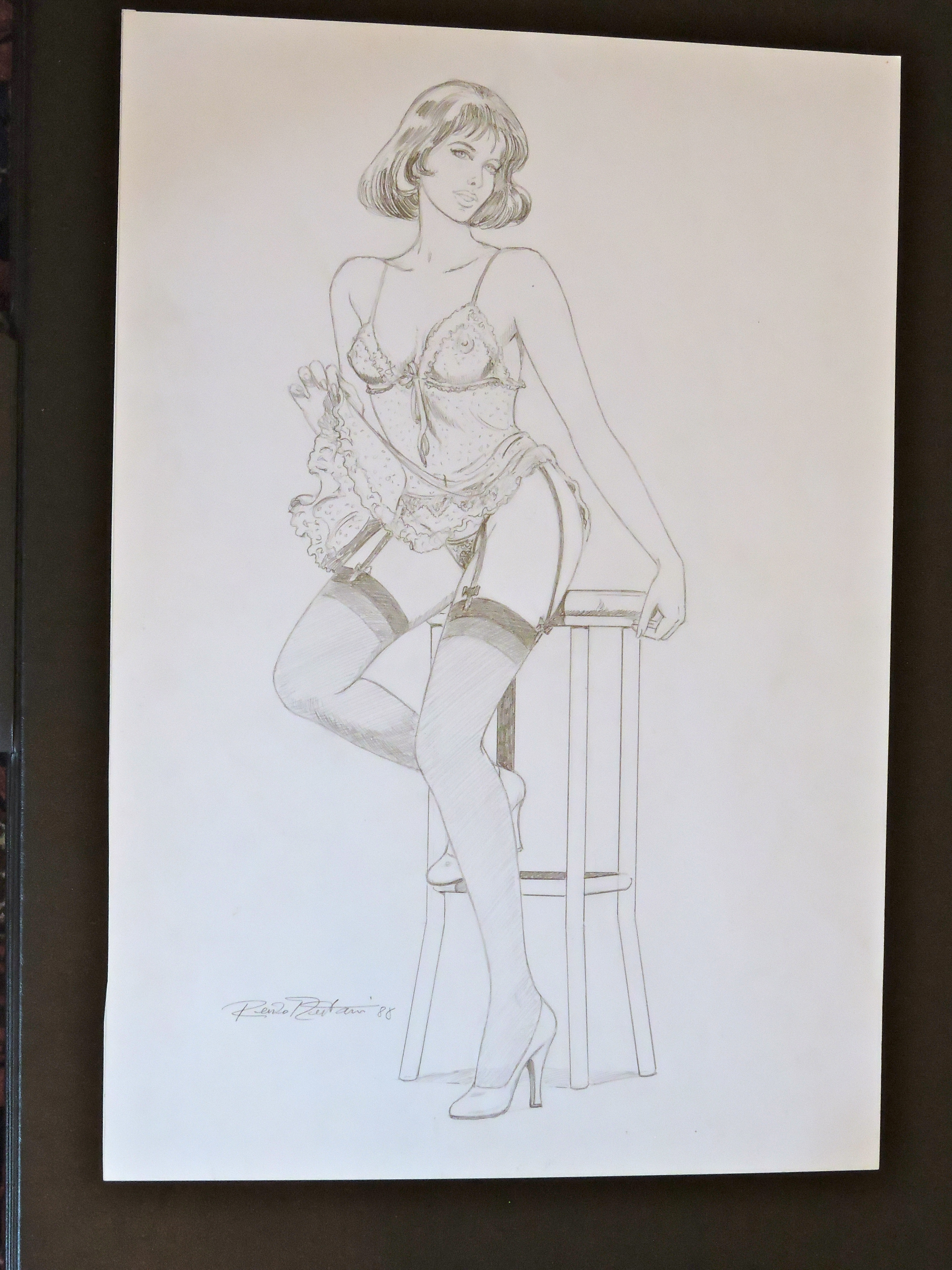
Tavola a matita
Pecore a Philtown - Monello N.35 1977
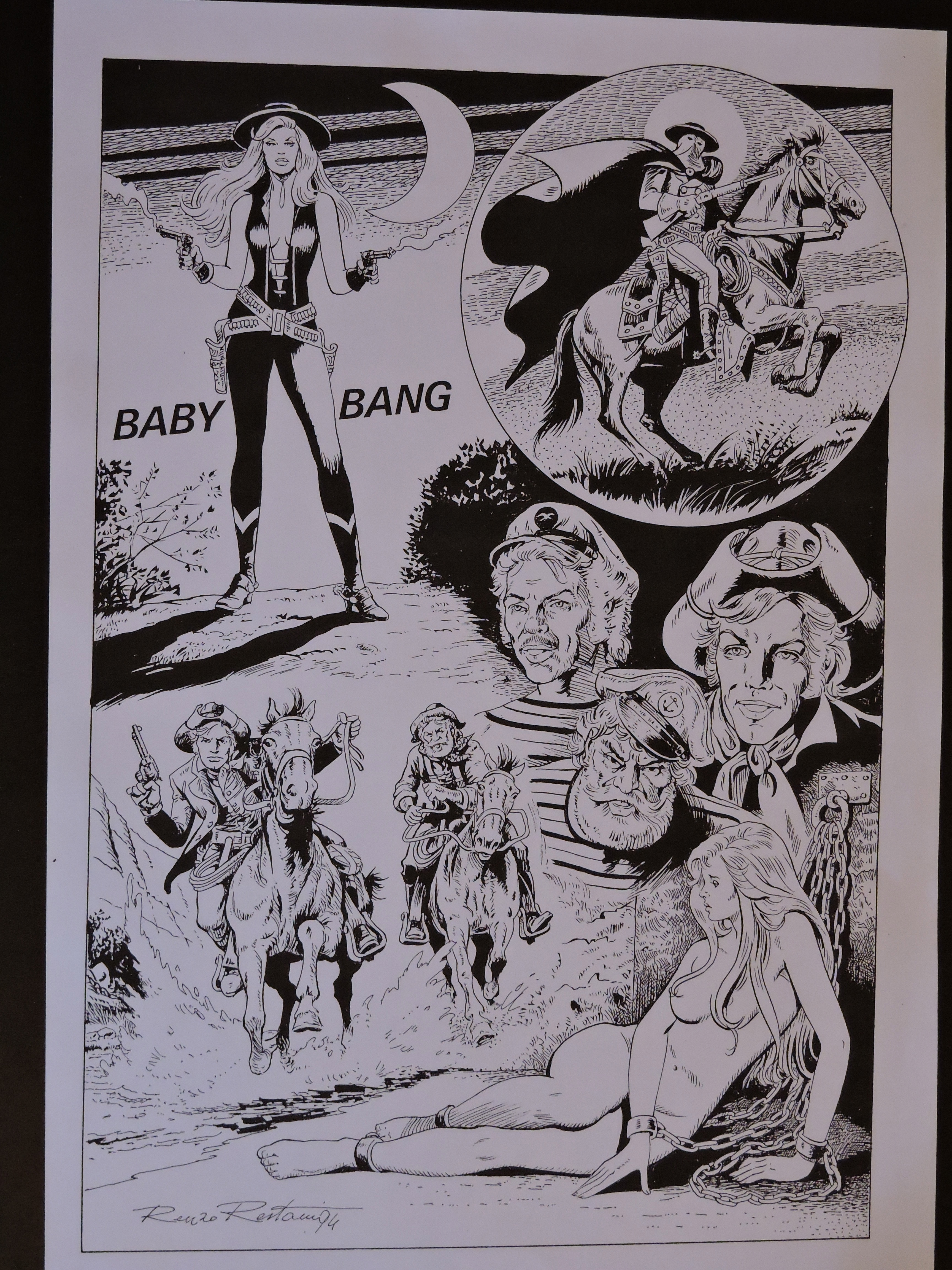
Baby Bang  (Albo dell'intrepido)
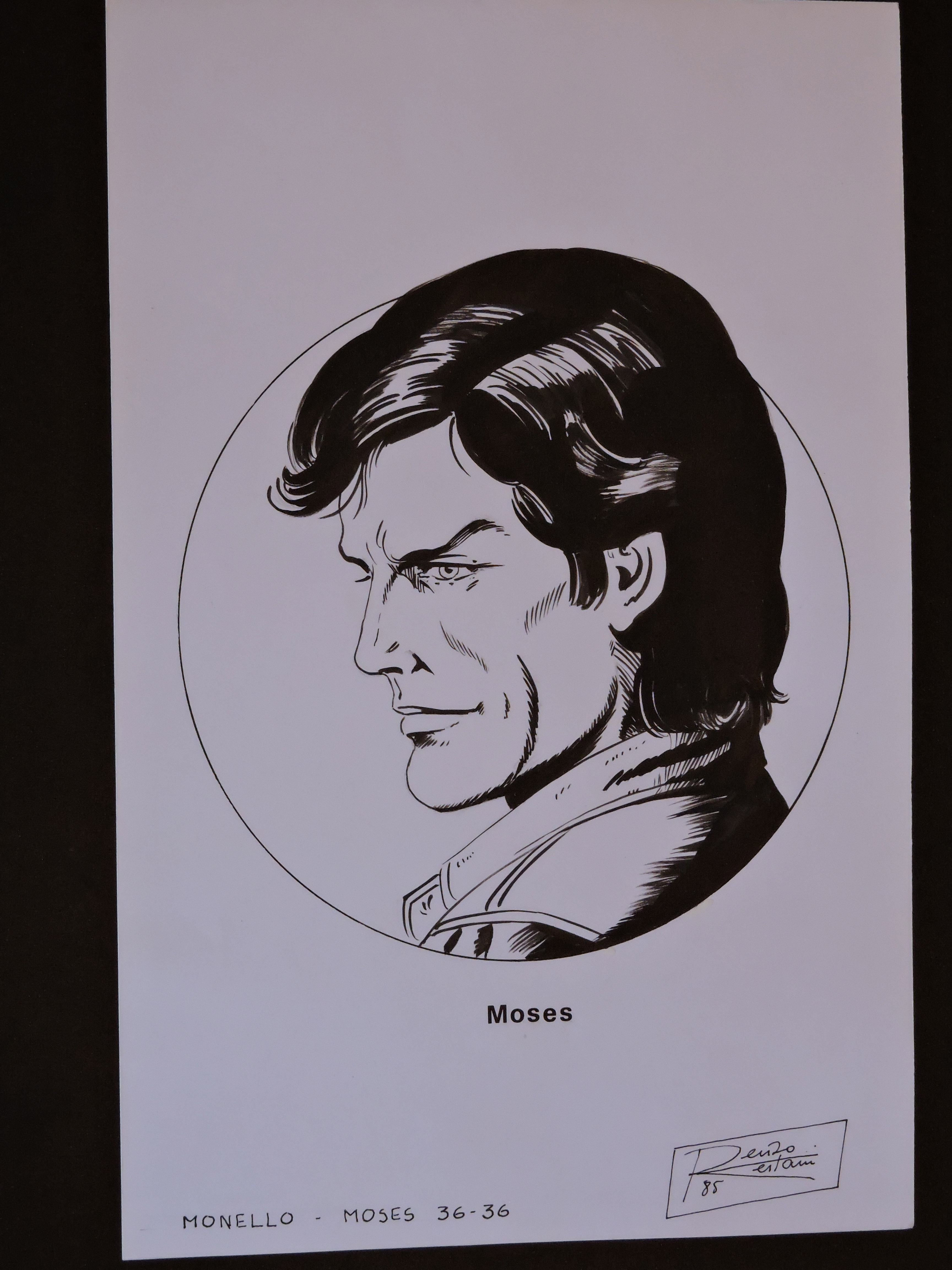
Moses - da Moses 36/36 (Il Monello)
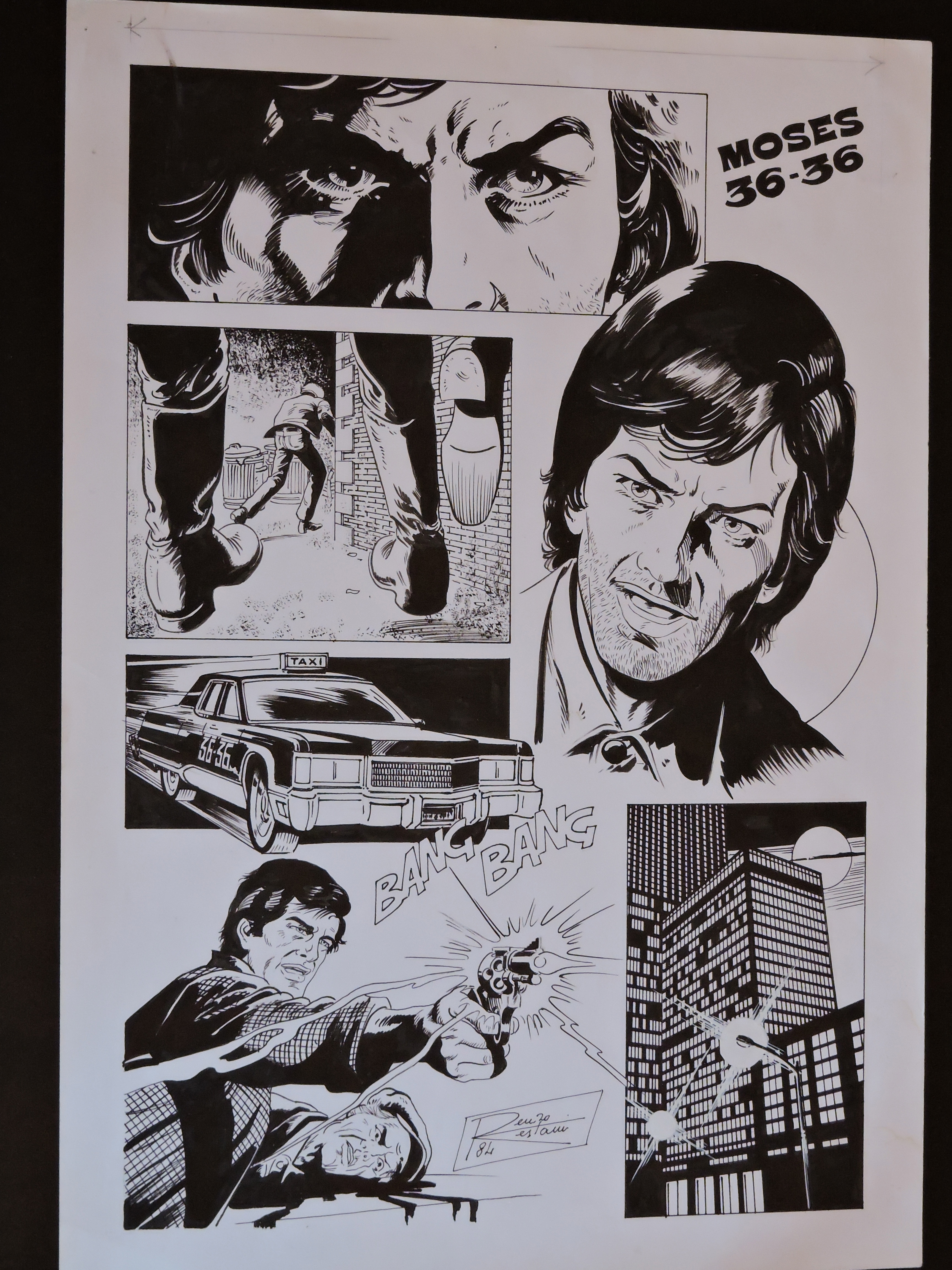
Renzo Restani - Moses 36 /36  (Il Monello)
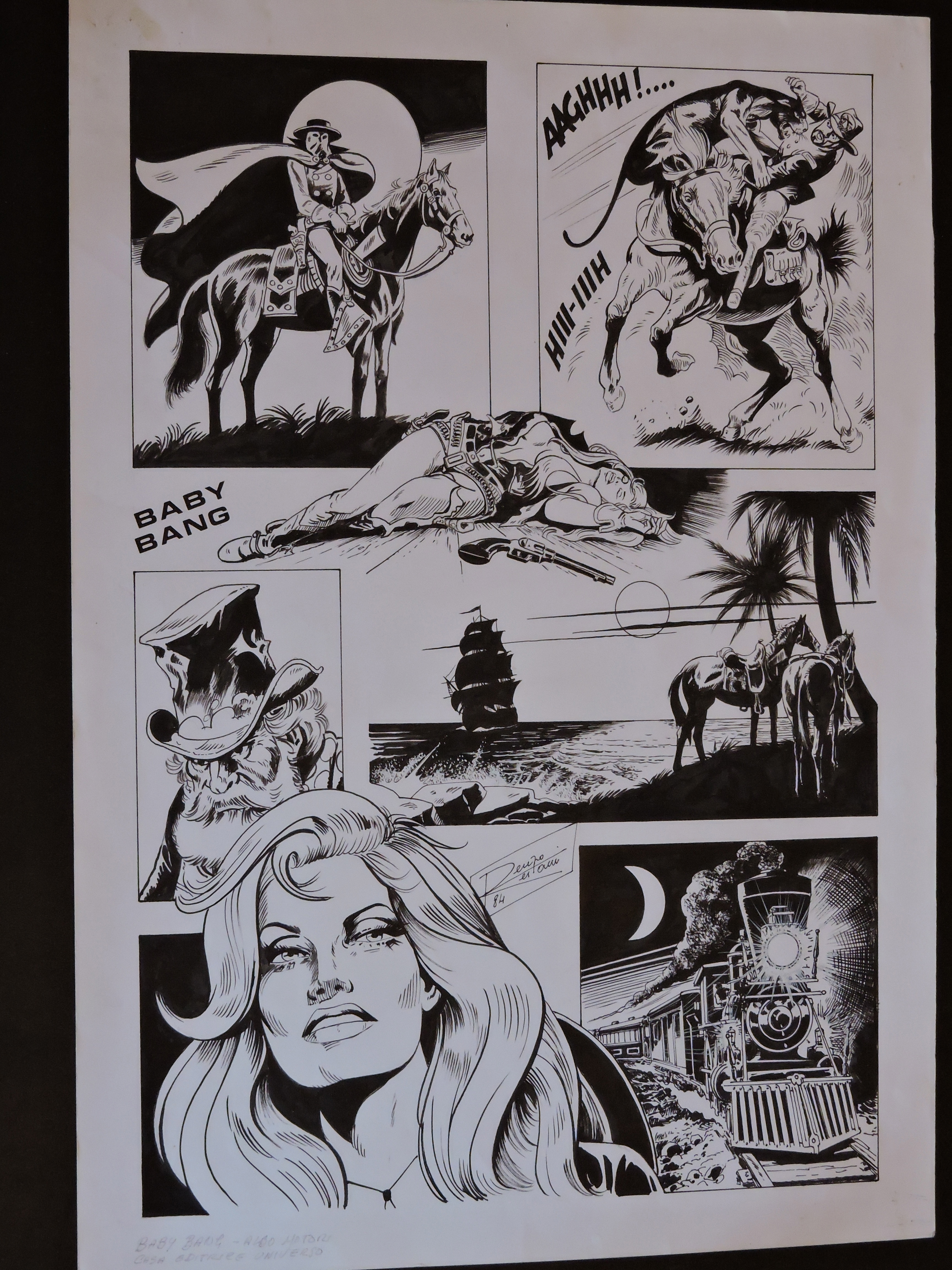
Baby Bang (Albo dell'Intrepido)
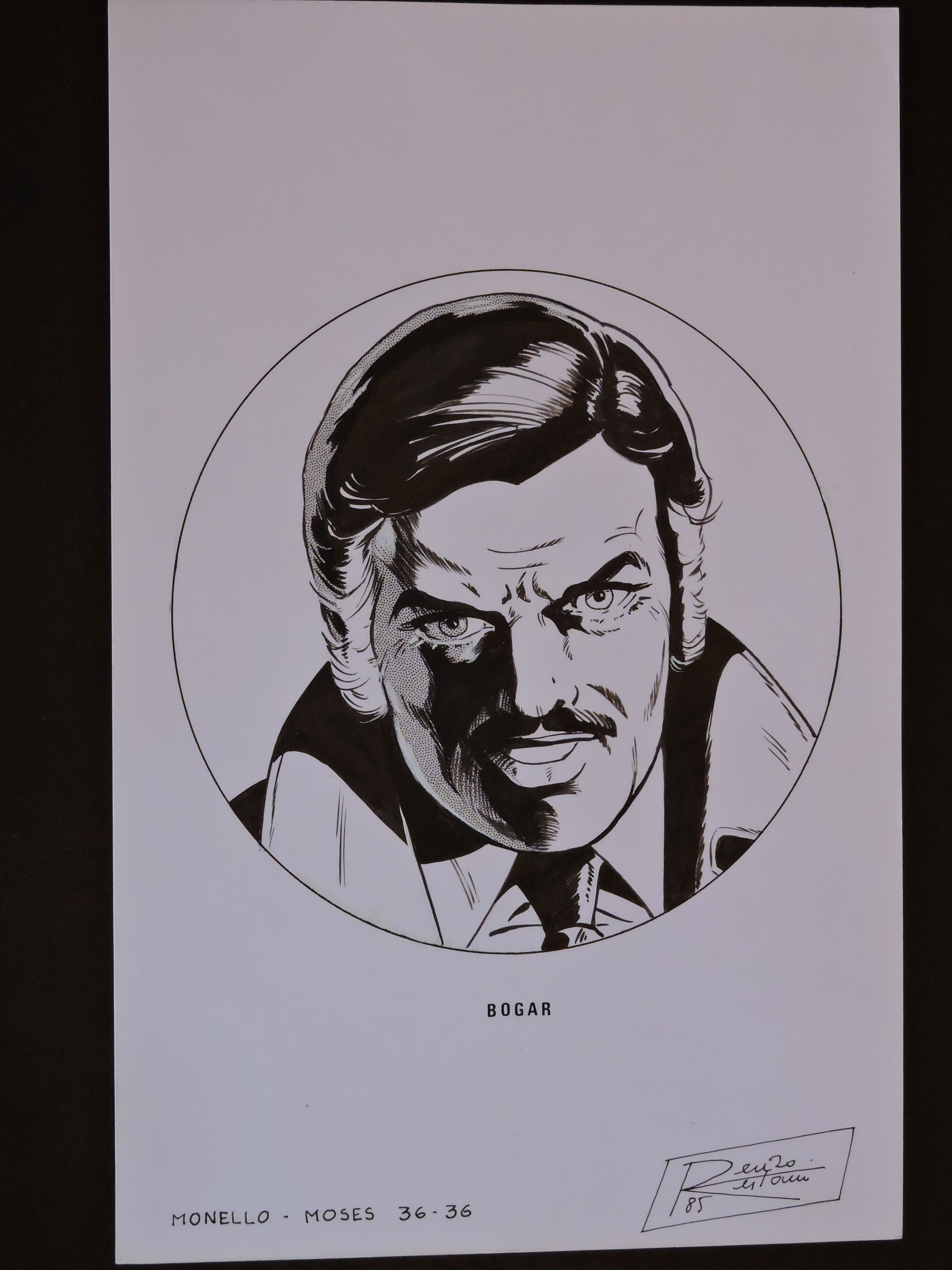
Bogar - da Moses 36/36 (Il Monello)
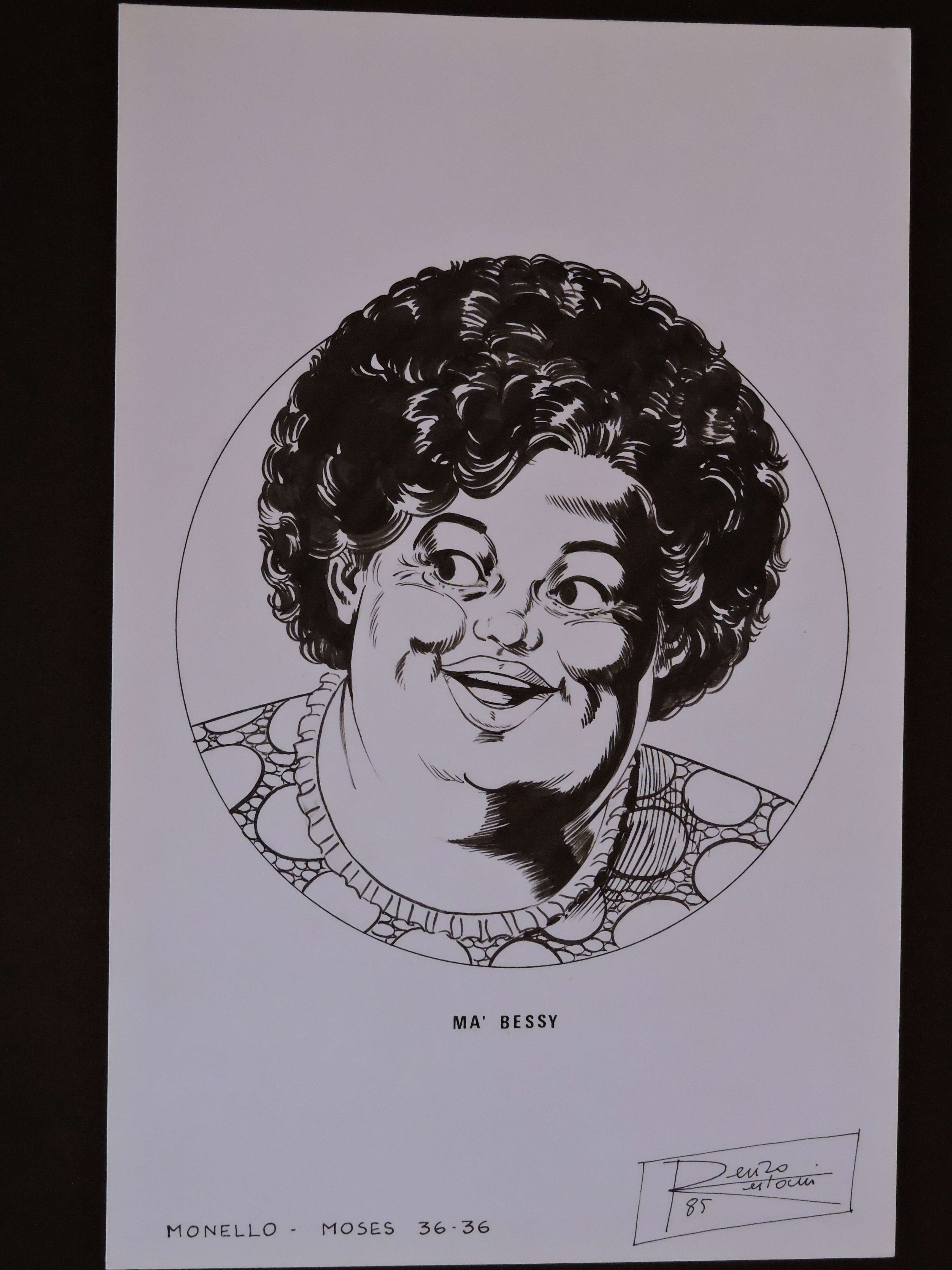
Ma' Bessy - Moses 36/36 (Il Monello)
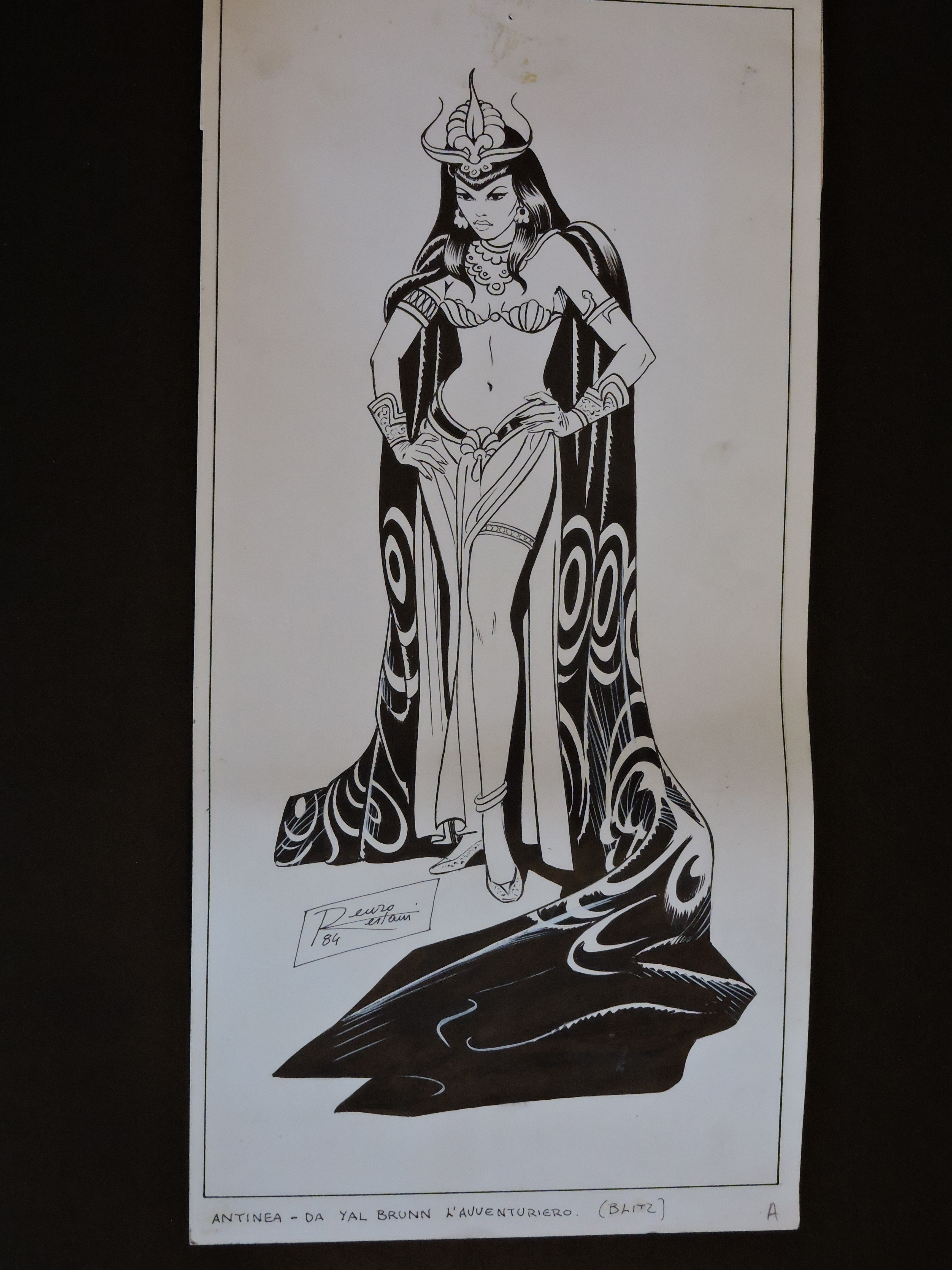
Antinea - da Yal Brunnl'avventuriero (Blitz)
Medioevo -1960
Tipi caratteristici moderni - 1968
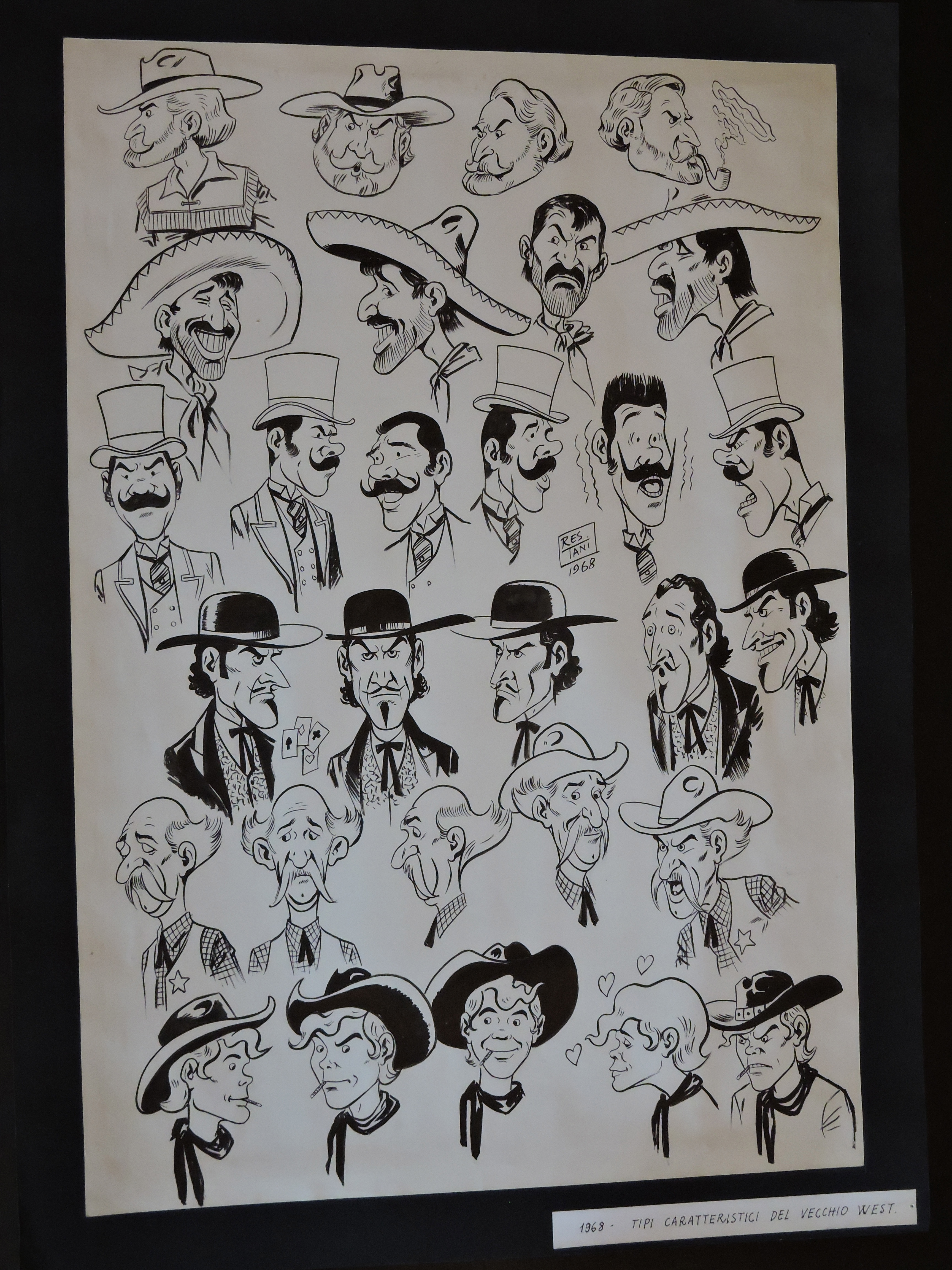
Tipi caratteristici del vecchio west - 1968
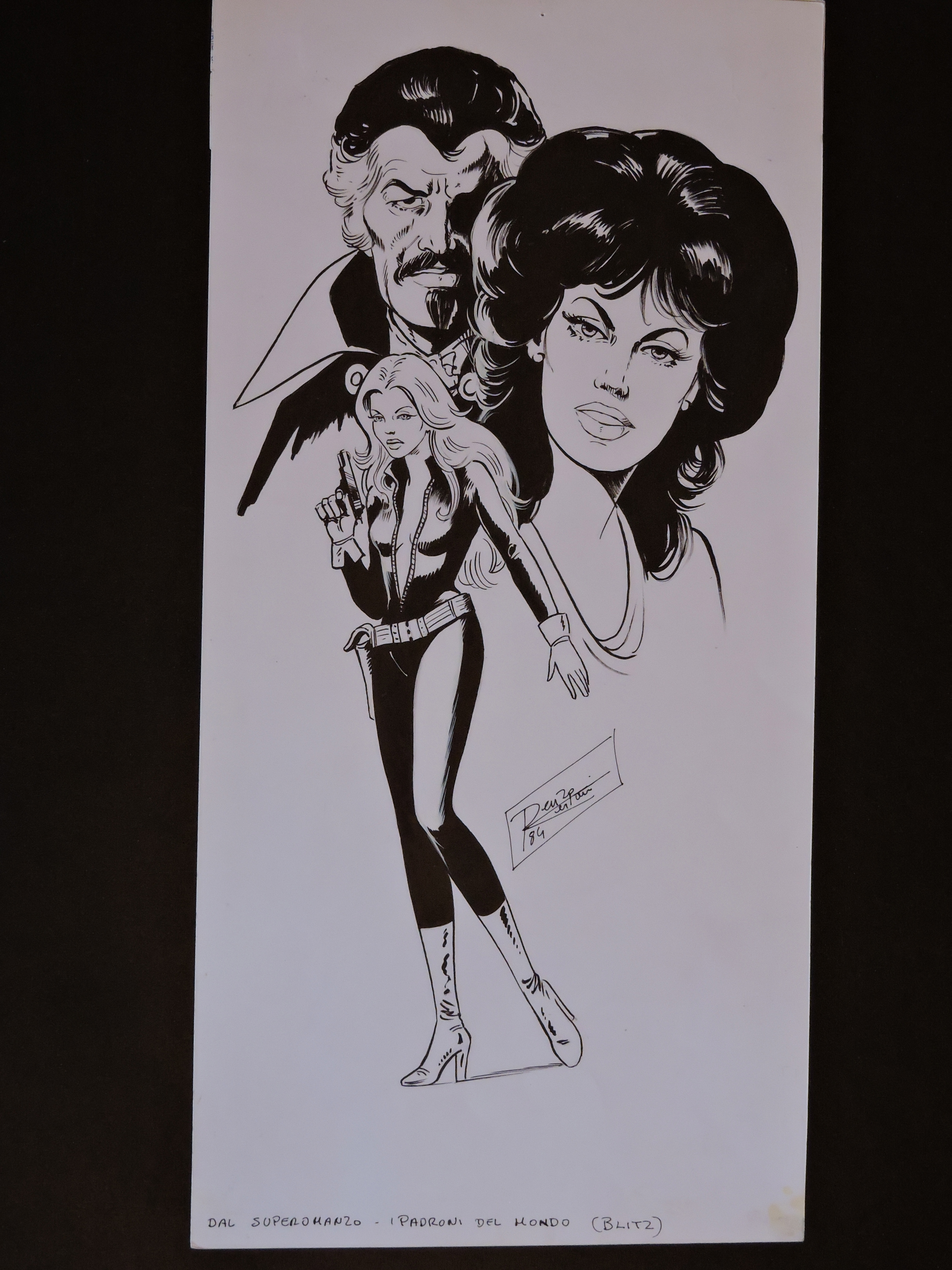
dal Super-romanzo i padroni del mondo
Lexena (Blitz)
Stabat Mater - 1975
Stabat Mater - 1975
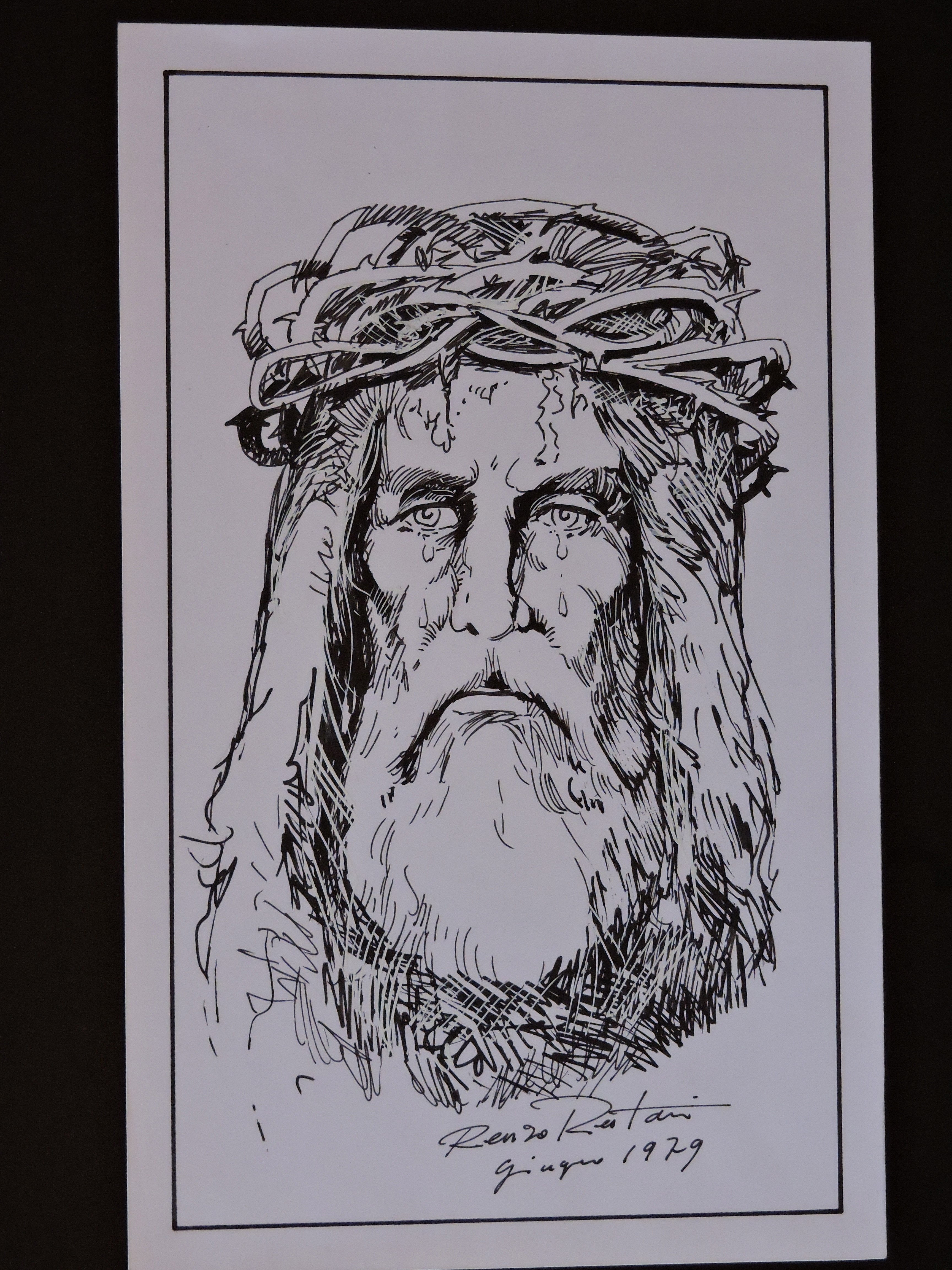
Volto di Cristo-1979
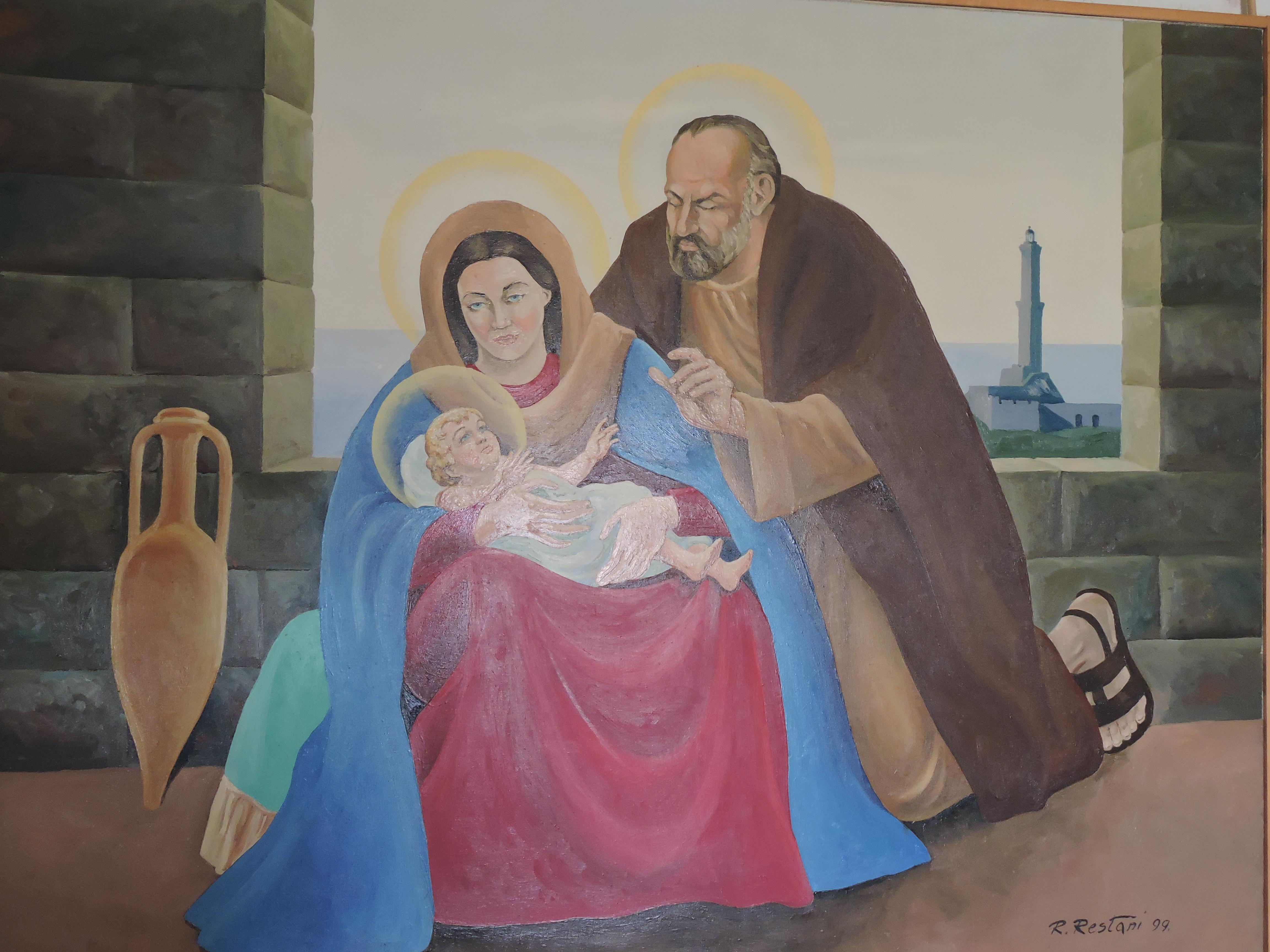
Sacra famiglia a Genova Olio su tela
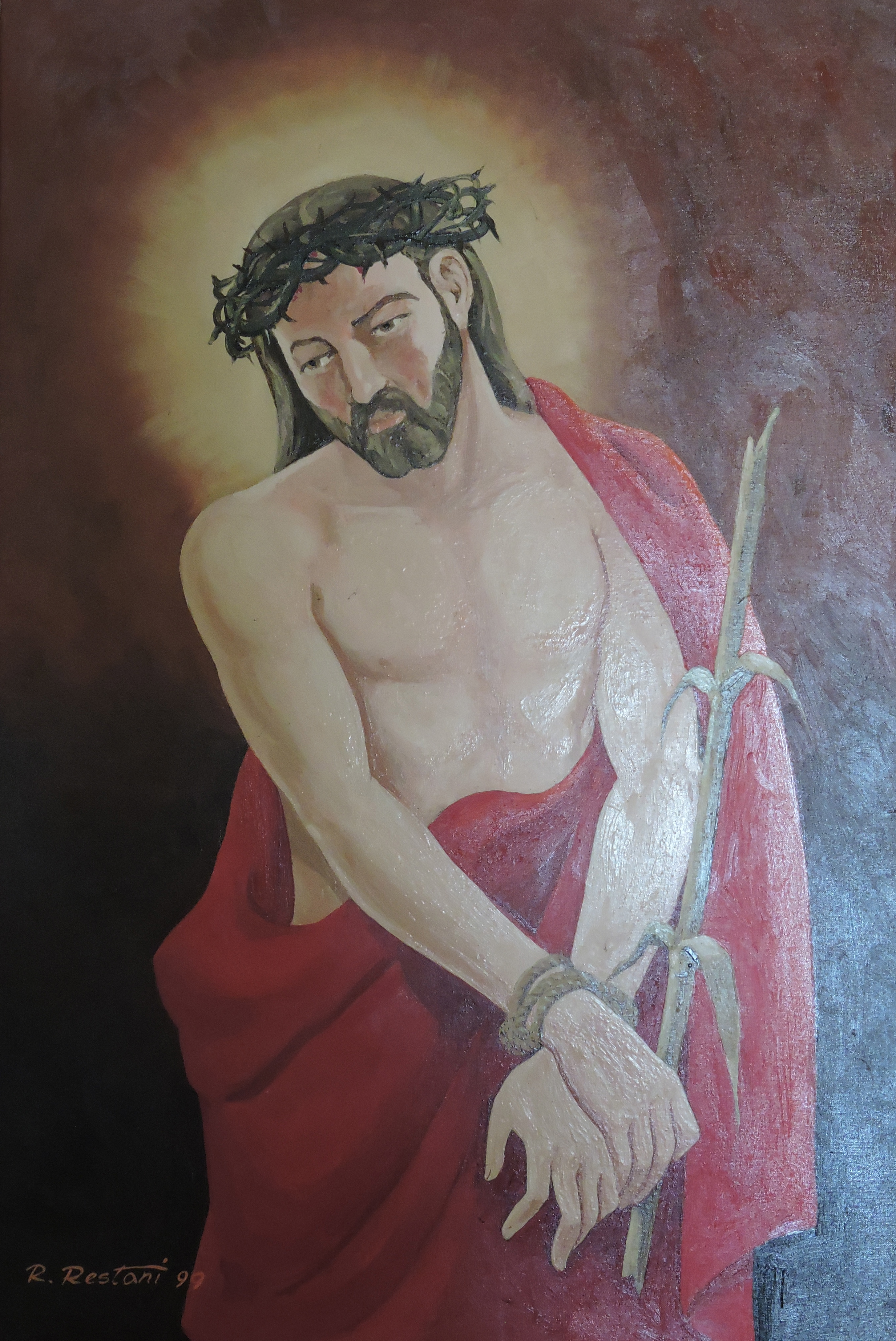
Cristo Olio su tela
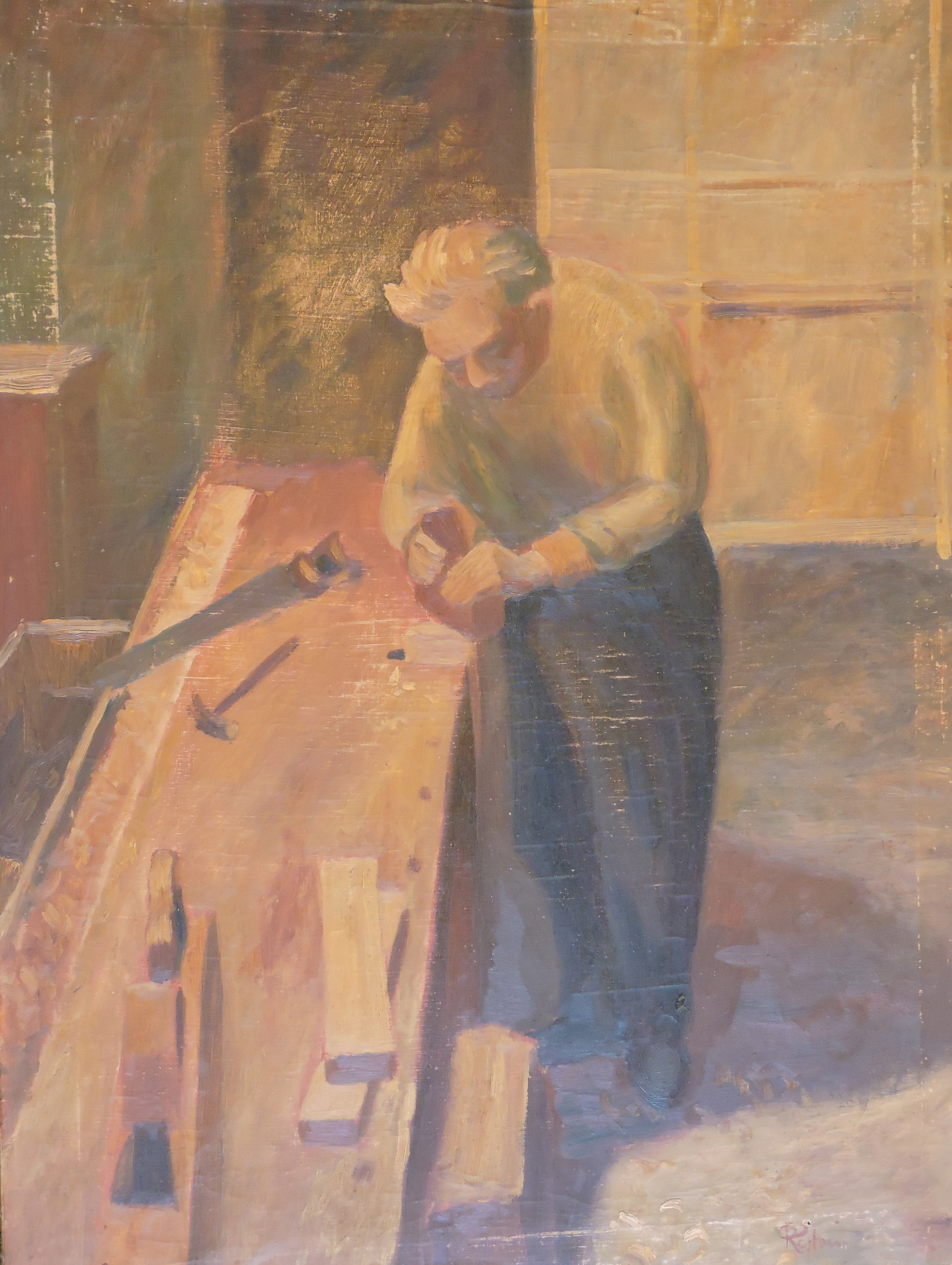
Falegname al lavoro
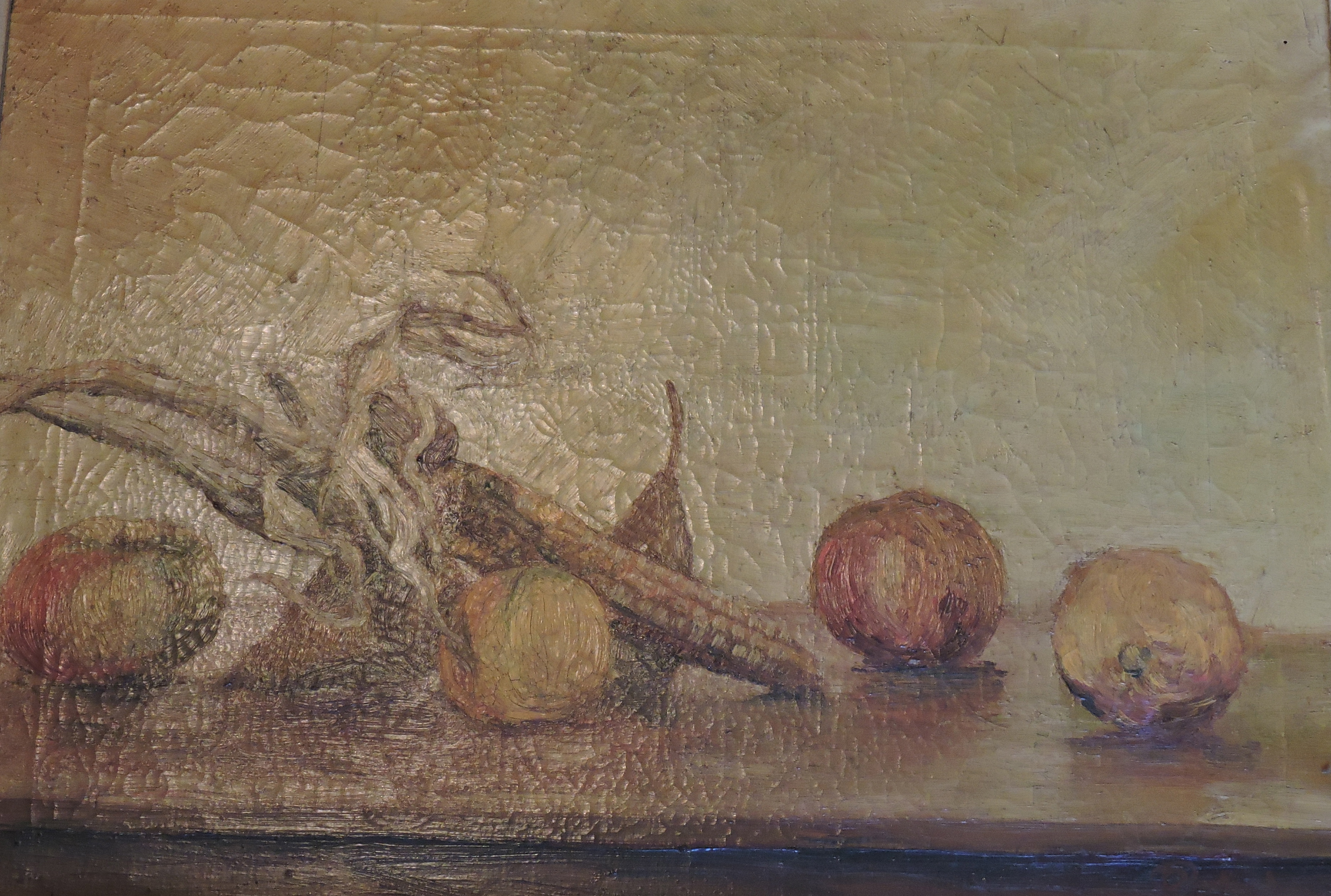
Natura morta
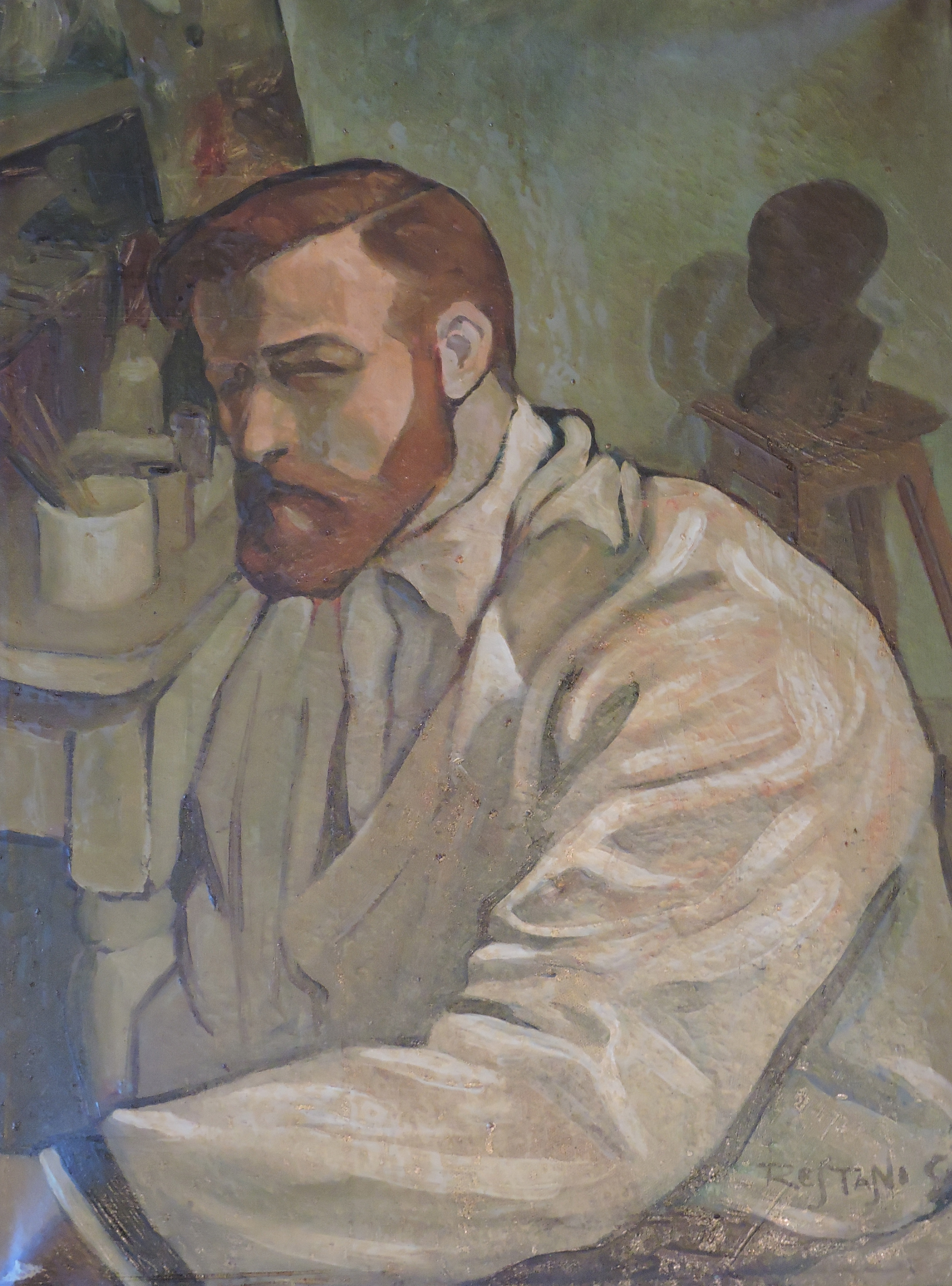
Autoritratto
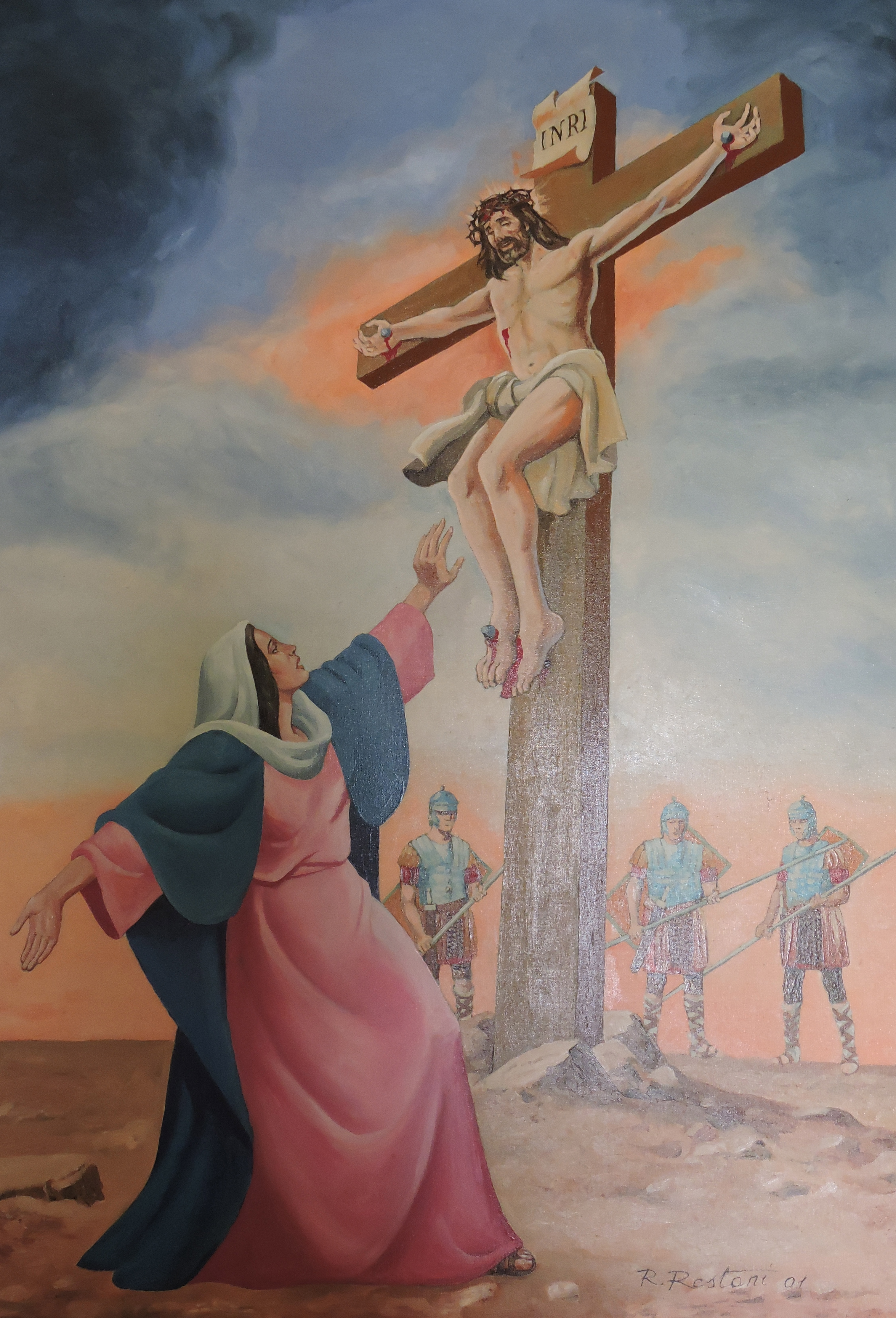
Crocefissione. Olio su tela
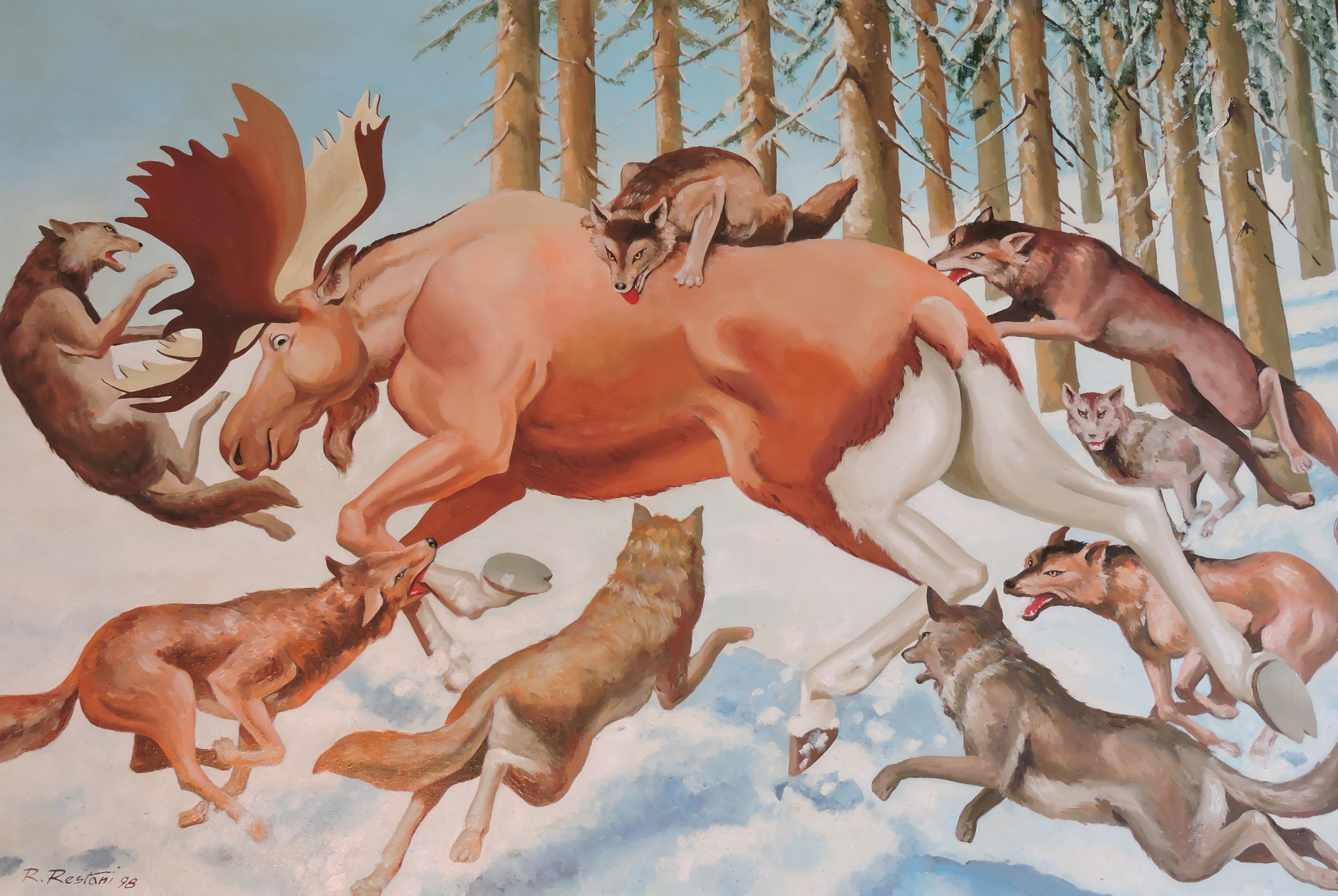
Renna assalita dai lupi. Olio su tela